# Пальники (Новоуральський міський округ)
Па́льники (рос. Пальники) — присілок у складі Новоуральського міського округу Свердловської області.
Населення — 249 осіб (2010, 293 у 2002).
Національний склад станом на 2002 рік: росіяни — 83 %.